# Tite
Adenor Leonardo Bacchi, ismertebb nevén Tite [ˈtʃitʃ(i)] (1961. május 25. –) brazil labdarúgó, labdarúgóedző, 2016 és 2022 között a brazil válogatott szövetségi kapitánya.
Játékosként a Caxias, az Esportivo-RS, a Portuguesa és a Guarani csapatának volt tagja, azonban 27 éves korában sorozatos térdsérülései miatt a visszavonulás mellett döntött. 
Edzői pályafutását 1990-ben kezdte, azóta több mint tíz klubcsapat élén is állt, főként hazájában tevékenykedve. Első klubja a Caxias volt, amelyhez később visszatérve megnyerte a 2000-es gaúchói állami bajnokságot, a döntőben a többek közt Ronaldinhóval felálló Grêmiót legyőzve. Egy évvel később már a Grêmio kispadján ülve védte meg a sorozat bajnoki címét. Az ezt követő időszakban több nagy brazil klubot, így a Corinthianst és az Atlético Mineirót is edzette, de dolgozott az Egyesült Arab Emírségekben is. 
A Corinthianshoz visszatérve 2011-ben országos bajnokságot, 2012-ben Copa Libertadorest és klubvilágbajnokságot, egy évvel később pedig állami bajnokságot és Recopa Sudamericanát nyert a csapattal. Kisebb megszakítással 2016-ig volt a csapat edzője, majd 2016 nyarán a brazil válogatott szövetségi kapitánya lett. 

## Pályafutása

### Játékosként
1978-ban kezdte játékos pályafutását a Caxias csapatában. 1984-ben az Esportivo de Bento Gonçalves, egy évvel később a Portuguesa együtteséhez igazolt. 1986-tól 1989-ig a Guarani labdarúgója volt. Sorozatos súlyos térdsérülései miatt 27 évesen hagyott fel a profi labdarúgással.

### Edzőként
Miután folyamatos térdsérülései miatt abba kellett hagynia labdarúgó pályafutását, 1990-ben edzőjeként kezdett dolgozni, a Grêmio Atlético Guarany csapatánál. Első jelentős sikereit az Internacional együttesével érte el. A csapattal, amelyet 2008 és 2009 között edzett, megnyerte a Copa Sudamericanát, a földrész második legrangosabb klubsorozatát. 2010 augusztusában aláírt az Egyesült Arab Emírségek bajnokságában szereplő el-Vahdához. Rövid ideig volt csak a klub edzője, majd visszatért a Corinthianshoz, amelyet korábban, 2004 és 2005 között már irányított. A São Paulo-i csapattal 2011-ben országos bajnokságot, 2012-ben Copa Libertadorest és klubvilágbajnokságot, egy évvel később pedig állami bajnokságot és Recopa Sudamericanát nyert.
2013 decemberében lemondott posztjáról, az ezt követő időszakban pedig tanulmányutakon járt Európában, többek közt az Arsenal és a Real Madrid csapatánál, de ebben a minőségben a 2014-es világbajnokság több mérkőzését is a helyszínen tekintette meg. 2015-ben visszatért a Corinthianshoz és újabb országos bajnokságot nyert a csapattal.
2016 júniusában a brazil válogatott szövetségi kapitánya lett a menesztett Dunga utódjaként. Irányításával a 2018-as labdarúgó-világbajnokságon a brazilok a negyeddöntőig jutottak, ott azonban a belga csapat jobbnak bizonyult.  Ennek ellenére a torna után a brazil szövetség vezetői újabb négy évvel meghosszabbították a szerződését. 2019-ben Copa Américát nyert a válogatottal.

## Sikerei, díjai

### Edzőként
Veranópolis
- Gaúcho állami bajnokság – másodosztály: 1993

Caxias
- Gaúcho állami bajnokság: 2000

Grêmio
- Gaúcho állami bajnokság: 2001
- Brazil Kupa-győztes: 2001

Internacional
- Copa Sudamericana-győztes: 2008
- Gaúcho állami bajnokság: 2009
- Suruga Bank Championship: 2009

Corinthians
- Országos brazil bajnokság: 2011, 2015
- Copa Libertadores:  2012
- FIFA-klubvilágbajnokság: 2012
- Paulista állami bajnokság: 2013
- Recopa Sudamericana: 2013

Brazília
- Copa América-győztes: 2019

Egyéni elismerés
- Országos brazil bajnokság, az év edzője: 2015

## Családja, magánélete
Nős, egy lánya és egy fia van. Utóbbi profi labdarúgó, az Egyesült Államokban, a Nemzeti Kollégiumi Atlétikai Szövetség égisze alá tartozó egyetemi bajnokságban játszik. Tite gyakorló római katolikus.
Fiatalon Luiz Felipe Scolari oktatásaira járt, Felipão később mentorává és edzőjévé is vált. Tanulmányait a Campinasi Pápai Katolikus Egyetemen végezte.

## Statisztikája szövetségi kapitányként
2022. december 8-án lett frissítve.
| Csapat        | Nemzet                  | –tól                | –ig                  | Eredményességi mutató | Eredményességi mutató | Eredményességi mutató | Eredményességi mutató | Eredményességi mutató | Eredményességi mutató | Eredményességi mutató | Eredményességi mutató |
| M             | Gy                      | D                   | V                    | RG                    | KG                    | GK                    | GY%                   |                       |                       |                       |                       |
| ------------- | ----------------------- | ------------------- | -------------------- | --------------------- | --------------------- | --------------------- | --------------------- | --------------------- | --------------------- | --------------------- | --------------------- |
| Caxias        | Brazília                | 1999 január         | 2000 december        | 97                    | 42                    | 29                    | 26                    | 143                   | 111                   | +32                   | 43.3                  |
| Grêmio        | Brazília                | 2000. december 27.  | 2003. június 3.      | 164                   | 80                    | 41                    | 43                    | 265                   | 194                   | +71                   | 48.78                 |
| São Caetano   | Brazília                | 2003. július 29.    | 2004. február 1.     | 34                    | 14                    | 10                    | 10                    | 45                    | 29                    | +16                   | 41.18                 |
| Corinthians   | Brazília                | 2004. május 30.     | 2005. február 28.    | 51                    | 24                    | 15                    | 12                    | 62                    | 44                    | +18                   | 47.06                 |
| Mineiro       | Brazília                | 2005. április 5.    | 2005. augusztus 3.   | 21                    | 4                     | 6                     | 11                    | 28                    | 33                    | −5                    | 19.05                 |
| Palmeiras     | Brazília                | 2006. május 17.     | 2006. szeptember 22. | 20                    | 8                     | 5                     | 7                     | 32                    | 30                    | +2                    | 40                    |
| El-Ajn        | Egyesült Arab Emírségek | 2007 július         | 2007. december 27.   | 9                     | 4                     | 2                     | 3                     | 19                    | 13                    | +6                    | 44.44                 |
| Internacional | Brazília                | 2008. június 12.    | 2009. október 5.     | 105                   | 57                    | 24                    | 24                    | 195                   | 104                   | +91                   | 54.29                 |
| el-Vahda      | Egyesült Arab Emírségek | 2010. szeptember 3. | 2010. október 17.    | 5                     | 2                     | 3                     | 0                     | 9                     | 2                     | +7                    | 40                    |
| Corinthians   | Brazília                | 2010. október 17.   | 2013. december 4.    | 221                   | 107                   | 71                    | 43                    | 291                   | 160                   | +131                  | 48.42                 |
| Corinthians   | Brazília                | 2014. december 15.  | 2016. június 15.     | 106                   | 65                    | 24                    | 17                    | 183                   | 80                    | +103                  | 61.32                 |
| Brazília      | Brazília                | 2016. június 20.    | 2022. december 9.    | 81                    | 60                    | 15                    | 6                     | 172                   | 30                    | +142                  | 74.07                 |
| összesen      | összesen                | összesen            | összesen             | 914                   | 467                   | 245                   | 202                   | 1444                  | 830                   | +614                  | 51.09                 |